# Шарпен, Фернан
Фернан Шарпен (фр. Fernand Charpin; 1 июня 1887, Марсель, Франция — 6 ноября 1944, Париж, Франция) — французский театральный актёр.

## Биография
Фернан Шарпен родился 1 июня 1887 года в Марселе в семье жандарма на станции Экс-ан-Прованс. Во время Первой мировой войны участвовал в боевых действиях в звании сержанта пехоты; находился в плену в течение нескольких месяцев.
После учёбы в Консерватории Фернан Шарпен начал актёрскую карьеру в театре, выступая в классическом репертуаре, и впоследствии стал одним из ведущих актёров театра Одеон. После знакомства в 1928 году с Ремю и Марселем Паньолем сыграл с успехом одну из своих самых известных ролей, Оноре Панисса, в пьесе Паньоля «Мариус». Когда в 1931 году Паньоль решил адаптировать свою марсельскую трилогию в кино, в 1931 году Шарпен дебютировал в кино, сыграв роль Панисса сначала в «Мариусе» (реж. Александр Корда), а затем в «Фанни» (1932, реж. Марк Аллегре) и «Сезаре» (1936, реж. Марсель Паньоль).
В конце 1930-х годов Фернан Шарпен сыграл роли ещё в трёх фильмах М. Паньоля: «Шпунц» (1937), «Жена пекаря» (1938) и «Дочь землекопа» (1940). Снимался также у Жана Ренуара («Шотар и компания», 1932) и Жюльена Дювивье («Славная компания» и «Пепе ле Моко», 1936).
Фернан Шарпен внезапно умер 6 ноября 1944 года, в возрасте 57 лет, через несколько месяцев после освобождения Франции, поднявшись по лестнице на седьмой этаж своего дома с больным сердцем, когда лифт был остановлен из-за ограничения электроэнергии.

## Личная жизнь
Фернан Шарпен был женат на актрисе Габриеле Дулсе.

## Фильмография
| Год  |   | Русское название      | Оригинальное название                 | Роль                        |
| ---- | - | --------------------- | ------------------------------------- | --------------------------- |
| 1931 | ф | Мариус                | Marius                                | Оноре Панисс                |
| 1932 | ф | Фанни                 | Fanny                                 | Оноре Панисс                |
| 1933 | ф | Шотар и Компания      | Chotard et Cie                        | Шотар                       |
| 1933 | ф | Война вальсов         | La guerre des valses                  | Жозеф Ланнер                |
| 1933 | ф | Паприка               | Paprika                               | Урбан                       |
| 1933 | ф | Зять господина Пуарье | Le gendre de Monsieur Poirier         | Верделе                     |
| 1934 | ф | Сафо                  | Sapho                                 | Сезар                       |
| 1934 | ф | Поезд в 18.47         | Le train de huit heures quarante-sept | Гурлуре                     |
| 1934 | ф | Три моряка            | Trois de la marine                    | комендант                   |
| 1934 | ф | Тартарен из Тараскона | Tartarin de Tarascon                  | Бравида                     |
| 1935 | ф | Прекрасные деньки     | Les beaux jours                       | владелец отеля              |
| 1935 | ф | Михаил Строгов        | Michel Strogoff                       | Алкид Жоливе                |
| 1936 | ф | Славная компания      | La belle équipe                       | жандарм                     |
| 1936 | ф | Севильский цирюльник  | Le barbier de Séville                 | Базиль                      |
| 1936 | ф | Сезар                 | César                                 | Оноре Панисс                |
| 1936 | ф | Пепе ле Моко          | Pépé le Moko                          | Режис                       |
| 1937 | ф | Игнатий               | Ignace                                | полковник Дюросье           |
| 1937 | ф | Бальтазар             | Balthazar                             | Ле Гак                      |
| 1937 | ф | Одна ночь в Марселе   | Un soir à Marseille                   | комиссар Лампен             |
| 1937 | ф | Шпунц                 | Le schpountz                          | дядя Батист Фабр            |
| 1938 | ф | Мелочь                | Le petit chose                        | месье Пьеротт               |
| 1938 | ф | Жена пекаря           | La femme du boulanger                 | Маркиз де Кастав Венелле    |
| 1938 | ф | Образование принца    | Éducation de prince                   | Оноре                       |
| 1938 | ф | Бунтарь               | Le révolté                            | отец Пимай                  |
| 1939 | ф | Заложники             | Les otages                            | Бемонт, мужчина             |
| 1939 | ф | Берлинго и Ко         | Berlingot et compagnie                | Виктор Февр, купец          |
| 1939 | ф | Рай воров             | Le paradis des voleurs                | Жюль Рабастен               |
| 1939 | ф | Парижские вихри       | Tourbillon de Paris                   | Шарбонье                    |
| 1939 | ф | Путь чести            | Le chemin de l'honneur                | крёстный отец               |
| 1940 | ф | Большой скачок        | Le grand élan                         | дядя Жюстин, охранник отеля |
| 1940 | ф | Дочь землекопа        | La fille du puisatier                 | Андре Мазель                |
| 1940 | ф | В удивительную ночь   | La nuit merveilleuse                  | хозяин                      |
| 1940 | ф | Соломенная шляпка     | Un chapeau de paille d'italie         | Бопертюуа                   |
| 1941 | ф | 40-и год              | L'an 40                               |                             |
| 1941 | ф | Странная Сюзи         | L'étrange Suzy                        |                             |
| 1941 | ф | Звездная молитва      | La prière aux étoiles                 | Эварист, владелец отеля     |
| 1942 | ф | Неразборчивая подпись | Signé illisible                       | бригадир Дюкро              |
| 1942 | ф | Арлезианка            | L'arlésienne                          | Франсэ Мамаи                |
| 1942 | ф | Синяя вуаль           | Le voile bleu                         | Эмиль Перретт               |
| 1943 | ф | После грозы           | Après l'orage                         | Сабин                       |
| 1943 | ф | Двое робких           | Les deux timides                      | месье ван Путзебум          |
| 1943 | ф | Севилийка             | La sévillane                          | дядя Луи                    |
| 1943 | ф | Белый грузовик        | Le camion blanc                       | Курбасье                    |
| 1943 | ф | Мистраль              | Le mistral                            | кюре                        |
| 1943 | ф | Роквилари             | Les Roquevillard                      | Антонио Сикарди             |
| 1943 | ф | Секрет мадам Клапен   | Le secret de Madame Clapain           | доктор Джуд                 |
| 1943 | ф | Эти с побережья       | Ceux du rivage                        | Кловис                      |
| 1943 | ф | Кавалькада часов      | La cavalcade des heures               | месье Морис                 |
| 1944 | ф | Остров любви          | l'île d'amour                         | муж                         |
| 1944 | ф | Невеста тьмы          | La fiancée des ténèbres               | Фонтвиэль                   |
| 1944 | ф | Подвалы Мажестика     | Les caves du Majestic                 | Следственный судья          |
| 1946 | ф | Последний су          | Le dernier sou                        | Колонн                      |